# Ер (Німеччина)
Ер (нім. Ehr) — громада в Німеччині, розташована в землі Рейнланд-Пфальц. Входить до складу району Рейн-Лан. Складова частина об'єднання громад Наштеттен.
Площа — 1,22 км2. Населення становить 77 ос. (станом на 31 грудня 2020).